# Charles Martin Hall
Charles Martin Hall (Thompson, Ohio, 6 de desembre de 1863 – Daytona Beach, Florida, 27 de desembre de 1914) va ser un inventor, home de negocis, i químic estatunidenc. És conegut per la seva invenció l'any 1886 d'un mètode barat per a la producció d'alumini, que així es va convertir en el primer metall a aconseguir l'ús generalitzat des del descobriment prehistòric del ferro. Va ser un dels fundadors de ALCOA (Aluminium Company of America).

## Biografia
Charles Martin Hall va néixer el 6 de desembre de 1863 a Thompson, Ohio. Charles Hall va tenir dos germans i cinc germanes. Una de les seves germanes, Julia Brainerd Hall era química (1859-1925), i el va ajudar en la seva recerca. L'any 1873 la seva família es va traslladar a Oberlin, Ohio i el 1880, a l'edat de 16 anys, es va inscriure a l'Oberlin College, on el 1885 es va graduar.
Hall va assistir, amb un considerable interès, a la conferència del professor d'Oberlin Frank Fanning Jewett sobre l'alumini i va ensenyar una mostra d'alumini que havia obtingut de Friedrich Wöhler a Göttingen, i va comentar, "si algú inventes un procés pel qual l'alumini pogués fer-se a escala comercial, no només seria un gran benefactor pel món, sinó que també faria una gran fortuna ".
Els seus experiments inicials en la recerca d'un procés de reducció de l'alumini van ser de 1881. Va intentar, sense èxit, obtenir alumini a partir de l'argila per fusió amb carbó en contacte amb carbó vegetal i clorat de potassi. El següent intent va ser millorar els mètodes electrolítics prèviament establerts mitjançant la investigació de mètodes més barats per produir clorur d'alumini, de nou sense èxit. Tot seguit va intentar l'electròlisi de fluorur d'alumini en solució aquosa, però va ser incapaç de produir alumini al càtode.
Havia fabricat la major part dels seu aparells i també havia preparat la majoria dels productes químics amb l'ajuda de la seva germana gran Júlia Brainerd Hall. La invenció bàsica va consistir a fer passar un corrent elèctric a través d'un bany d'alúmina dissolta en criolita, el que portava a obtenir un bassal d'alumini en el fons de la cel·la. El 9 de juliol de 1886, Hall va sol·licitar la seva primera patent. Aquest procés també es va descobrir gairebé al mateix temps pel francès Paul Héroult, i és conegut com el procés Hall-Héroult.
Després de no aconseguir trobar suport financer, Hall va marxar a Pittsburgh (Pennsilvània), on va entrar en contacte amb el cèlebre metal·lúrgic Alfred I. Hunt. Tots dos van fundar la Reduction Company of Pittsburgh, que va obrir les primeres plantes de producció d'alumini a gran escala. La Reduction Company es va convertir més tard en la Aluminum Company of America i després en Alcoa. Hall era l'accionista principal i es va fer ric. El procés Hall-Héroult va acabar per assolir disminuir el preu de l'alumini en un factor de 200, fent-l'ho assequible per a molts usos pràctics. L'any 1900 la producció anual va arribar a les prop de 8.000 tones. Actualment es produeix més alumini que tots els altres metalls no fèrrics junts.
Hall va continuar la seva investigació i desenvolupament per a la resta de la seva vida i va registrar 22 patents als Estats Units, la major part sobre la producció d'alumini. Va formar part de la Junta de Patrons de la Universitat d'Oberlin. Va ser vicepresident d'Alcoa fins a la seva mort.
L'any 1914 va morir solter i sense fills a Daytona (Florida) i va ser enterrat al cementiri de Westwood a Oberlin. Va deixar la major part de la seva fortuna a la caritat. La seva generositat va contribuir a la creació de l'Institut Harvard-Yenching, una fundació que dedicada a l'avanç de l'educació superior en ciències humanes i socials a l'Àsia.

## Guardons
L'any 1911 Hall va guanyar la medalla Perkin, el premi més important en la química industrial nord-americana. El 1997, la producció d'alumini metàl·lic per via electroquímica descoberta per Hall va ser designada com a National Historic Chemical Landmark per la Societat Química Americana.
Amb el temps Hall es va convertir en un dels benefactors més importants de l'Oberlin College, Hi ha una estàtua d'alumini dedicada a ell al campus. A causa del seu pes lleuger, l'estàtua de Hall va ser famosa també pels seus freqüents canvis d'ubicació, sovint a causa de les entremaliadures dels estudiants. Avui en dia l'estàtua està incrustada en un gran bloc de granit i és permanentment al segon pis del nou centre de la ciència de Oberlin, on els estudiants continuen decorant-la en èpoques de vacances i altres ocasions.

## Patents
- La primera patent de Hall fou la patent US 400,664, Process of reducing aluminium from its fluoride salts by electrolysis — C. M. Hall. Sol·licitada el 1886, concedida l'any 1889